# Accidente en el Random Air Show de 2007
El Accidente en el Radom Air Show de 2007 se produjo ese mismo año en el Radom Air Show, una Exhibición de vuelo celebrada anualmente en Radom, Polonia.
En principio, según la prensa polaca en la edición de ese año había algo más de 30000 espectadores, por lo que el accidente, que solo provocó dos víctimas (las de los propios pilotos implicados en un choque en pleno vuelo), pudo ser una verdadera masacre.
El accidente se produjo cuando tres aviones Zlin Z-526 del equipo de exhibición aérea Zlin Z-526 estaban realizando su espectáculo. El momento de la colisión vino dado por una maniobra incluida dentro del show que consistía en que cada uno de los tres aviones se dirigía a una dirección diferente, produciendo un efecto de trenzado muy vistoso. Dos de los aviones, uno pilotado por Piotr Banachowicz y otro por Lech Marchelewski -el fundador del grupo de exhibición aéra- colisionaron en el desarrollo de la maniobra. El impacto prácticamente desintegró ambas aeronaves, produciendo la muerte instantáneamente a ambos pilotos. Se vivieron momento dramáticos, pues hay imágenes en las que se ven caer trozos de las naves al suelo. 
Tras el accidente, el show se dio por terminado en esa edición. Además, el gobierno polaco declaró tres días de luto oficial.